# Doudo
Doudo is een bestuurslaag in het regentschap Gresik van de provincie Oost-Java, Indonesië. Doudo telt 1099 inwoners (volkstelling 2010).